# Steilacoom
Die Steilacoom oder Steilacoomamish (auch: Chillacum) sind ein nicht anerkannter Indianerstamm, der im heutigen US-Bundesstaat Washington lebte. Ihre Dörfer standen am Südende des Puget Sound am Steilacoom Creek, der heute Chambers Creek heißt. Ihr Wohngebiet bestand aus einem Landstreifen von rund 10.900 Acre Fläche, der gut 3 km mal 13 km maß.
Die Verbindung zu den übrigen Küsten-Salish, zu denen sie kulturell gehörten, ist unklar. So ist umstritten, ob sie eine Untereinheit der Puyallup oder der Nisqually bildeten.
Der Name „Steilacoom“ bezeichnete eine Blume, die an der Mündung des seinerzeit gleichnamigen Baches wächst. 

## Geschichte

### Frühgeschichte
Die Steilacoom waren wie die meisten Küsten-Salish nur im Winter ortsfest. Während der warmen Jahreszeit waren sie auf den Inseln im Puget Sound zu finden, wo sie Fische fingen und Muscheln sammelten, insbesondere um und auf Anderson (20,1 km²), Fox (16,5 km²) und McNeil Island (17,2 km²). Dabei suchten sie familienweise andere Gruppen auf und verbrachten den Sommer mit ihnen. Zwischen den autonomen Dörfern bestanden exogame Ehebeziehungen, der Wohnort war der des Mannes (patrilokal). Ihre Zahl wurde für die Zeit vor der Kolonisierung durch Europäer und Amerikaner auf rund 500 geschätzt. Im Gegensatz zu den Nisqually, die enge Kontakte zu den berittenen Yakama und Klickitat hatten, übernahmen sie nie die Pferdezucht.

### Desintegration, Pocken, Vertrag mit den USA, fehlende Anerkennung

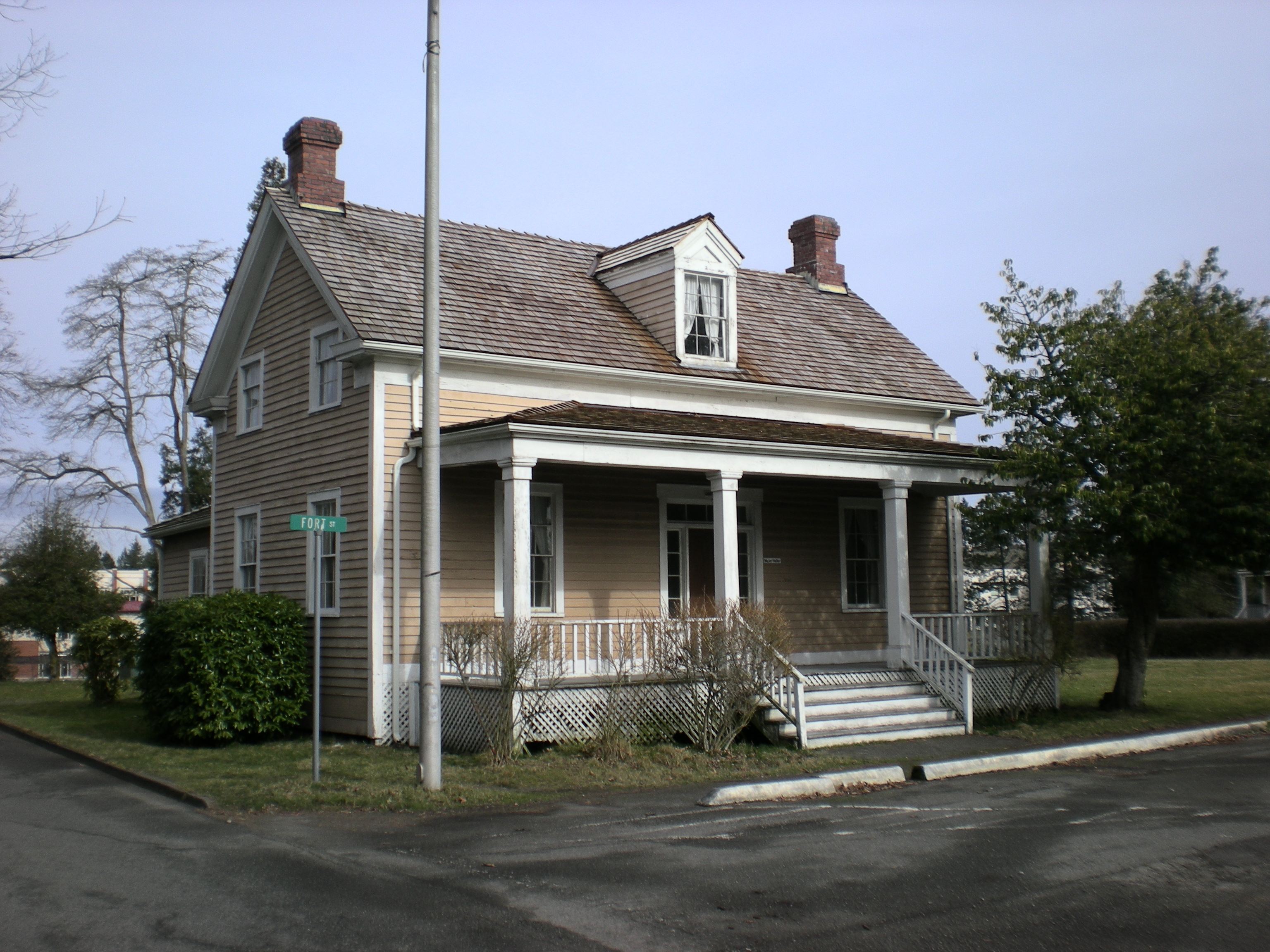
Offiziersgebäude in Fort Steilacoom

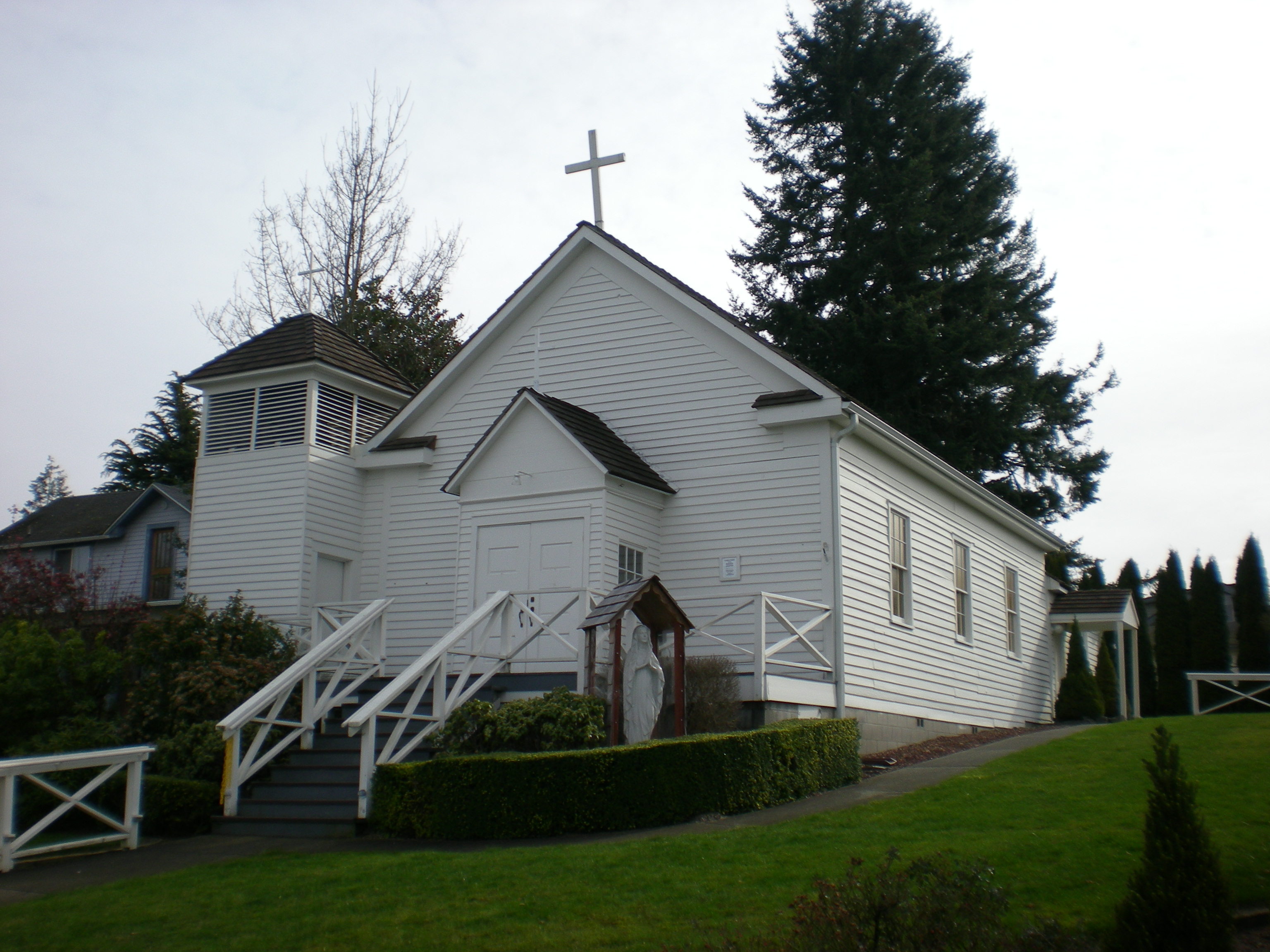
Die Kirche der Unbefleckten Empfängnis (Immaculate Conception Church). Sie entstand 1855, wurde aber 1864 an die heutige Stelle versetzt. Sie ist die älteste katholische Kirche in Washington. Die erste protestantische entstand erst 1889

1833 traten sie in Kontakt mit den britischen Pelzhändlern, die 1833 im Namen der Hudson’s Bay Company Fort Nisqually gründeten. 1846 kam das Gebiet an die USA, die im August 1849 rund 10 km nördlich des britischen Forts Fort Steilacoom errichteten (bis 1868 Militärbasis). Dafür zahlten die Amerikaner der Puget Sound Company, einem Unternehmen der Hudson’s Bay Company, eine 15-jährige Pachtzahlung von 600.000 Dollar, die an Dr. William F. Tolmie gingen. Das betroffene Gebiet bewohnten Puyallup, Nisqually, Squaxin und Steilacoom. 1850 entstand der Hafen Port Steilacoom, 1851 Steilacoom City. Später hießen die beiden Orte Upper und Lower Steilacoom. Nun entstanden eine Schule, eine Kirche, ein Laden und ein Hotel, schließlich eine Sägemühle am Steilacoom Creek. Sie gehörte Thomas Chambers und bald hieß der Bach Chamerbs Creek. Als Antrieb diente Wasser, das durch den künstlichen Lake Steilacoom bereitgestellt wurde, der 1853 durch einen Dammbau entstand.
Durch den Vertrag von Medicine Creek, der am 26. Dezember 1854 zustande kam erhielt der Stamm, folgt man der mündlichen Tradition einiger Nachkommen, zwischen Nisqually Flats und Commencement Bay. Jedoch wurden sie nach dem Vertrag auf das Mündungsgebiet des Steilacoom Creek verwiesen, wo ihr Hauptdorf Tchtelcab stand. Dennoch erhielten sie kein Reservat und wurden auch nicht als Indianerstamm (Indian Tribe) anerkannt. Die Gruppe bestand 1853 aus 175 Menschen, 1854 sollen es nur noch 25 gewesen sein. Wahrscheinlich sind die meisten der 1853 grassierenden Pockenepidemie zum Opfer gefallen.
Während des Puget-Sound-Kriegs wurde die Gruppe von den anderen Küsten-Salish, die den weißen Siedlern feindlich gegenüberstanden separiert und auf Fox Island gebracht.

### Kampf um Anerkennung
Mit dem Indian Reorganization Act vom 1934 erhielt die Gruppe eine Verfassung und einen neunköpfigen Rat. Auch gibt es einen Ehrenhäuptling. Als die Regierung das Reservat auf Fox Island auflöste, weigerten sich die Steilacoom, der Aufforderung der Behörde, in das Reservat der Puyallup oder das der Nisqually zu ziehen.
Da der Stamm nicht anerkannt wurde, bekam er auch keine Wiedergutmachung für die Enteignung des Fox-Island-Reservats in der geschätzten Höhe von 10.727,57 Dollar. Mit Docket 208 reichten die Steilacoom ihren Anspruch bei der zuständigen Indian Claims Commission ein. Diese schätzte den Wert für die Mitte des 19. Jahrhunderts auf 20.000 Dollar. Am 31. Juli 1974 erhielt der Stamm unter Abzug bisher geleisteter Zahlungen die Summe von 9.146,32 Dollar. Der Stamm beantragte, dieses Geld für ein Landtauschprogramm treuhänderisch aufbewahren zu lassen.
Seit 1973 bzw. 1977 klagten Snohomish und Duwamish zusammen mit Steilacoom wegen der Anerkennung als Indianerstamm, doch ist das Verfahren immer noch anhängig.

## Heutige Situation
Im Juni 1981 pachtete der Stamm Land des Pierce Countys. Dabei handelte es sich um 5 Acre im Fort Steilacoom Park. Hier entstand ein Unterrichtszentrum, in dem traditionelle Techniken oder moderne Energiegewinnung in Abstimmung mit dem Fort Steilacoom College unterrichtet werden.
1986 zählte der Stamm 615 Mitglieder. 